# Tour de France 1967
54. Tour de France rozpoczął się 29 czerwca w Angers, a zakończył się 23 lipca 1967 roku w Paryżu. Wyścig składał się z prologu oraz 22 etapów. Cała trasa liczyła 4780 km. W wyścigu wzięło udział 13 zespołów narodowych: trzy z Francji, po dwa z Belgii, Hiszpanii i Włoch oraz po jednej ekipie z Niemiec, Wielkiej Brytanii oraz Holandii, a także wspólna ekipa Szwajcarii i Luksemburga. Tour z 1967 roku był pierwszym wyścigiem w którym rozegrano prolog.
Klasyfikację generalną wygrał Francuz Roger Pingeon, górską Hiszpan Julio Jiménez, punktową Holender Jan Janssen, a w klasyfikacji drużynowej zwyciężyła ekipa Francji. Najaktywniejszym kolarzem został Francuz Désiré Letort.
Podczas podjazdu na Mont Ventoux na trasie 13. etapu zmarł Anglik Tom Simpson.

## Drużyny
W tej edycji TdF wzięło udział 13 drużyn:
- Francja
- RFN
- Belgia
- Hiszpania
- Wielka Brytania
- Włochy
- Holandia
- Szwajcaria/Luksemburg
- Diables Rouges Belges
- Esperanza España
- Primavera Italia
- Bleuets de France
- Coqs de France

## Etapy
| 1A  | 29 czerwca | Angers                           | ITT 5775 m    | José Maria Errandonea |               |               |               |
| 1B  | 30 czerwca | Angers - Saint-Malo              | 185,5 km      | Walter Godefroot      |               |               |               |
| 2   | 1 lipca    | Saint-Malo – Caen                | 180,0 km      | Willy Van Neste       |               |               |               |
| 3   | 2 lipca    | Caen - Amiens                    | 248,0 km      | Marino Basso          |               |               |               |
| 4   | 3 lipca    | Amiens – Roubaix                 | 191,0 km      | Guido Reybrouck       |               |               |               |
| 5A  | 4 lipca    | Roubaix - Jambes                 | 172,0 km      | Roger Pingeon         |               |               |               |
| 5B  | 4 lipca    | Jambes                           | TTT 17,0 km   | Belgia                |               |               |               |
| 6   | 5 lipca    | Jambes - Metz                    | 238,0 km      | Herman Van Springel   |               |               |               |
| 7   | 6 lipca    | Metz – Strasbourg                | 205,5 km      | Michael Wright        |               |               |               |
| 8   | 7 lipca    | Strasbourg – Belfort             | 215,0 km      | Lucien Aimar          |               |               |               |
|     | 8 lipca    | Dzień przerwy                    | Dzień przerwy | Dzień przerwy         | Dzień przerwy | Dzień przerwy | Dzień przerwy |
| 9   | 9 lipca    | Belfort – Divonne-les-Bains      | 238,5 km      | Guido Reybrouck       |               |               |               |
| 10  | 10 lipca   | Divonne-les-Bains – Briançon     | 243,0 km      | Felice Gimondi        |               |               |               |
| 11  | 11 lipca   | Briançon – Digne                 | 197,0 km      | José Samyn            |               |               |               |
| 12  | 12 lipca   | Digne – Marsylia                 | 207,5 km      | Raymond Riotte        |               |               |               |
| 13  | 13 lipca   | Marsylia – Carpentras            | 211,5 km      | Jan Janssen           |               |               |               |
| 14  | 14 lipca   | Carpentras – Sète                | 210,5 km      | Barry Hoban           |               |               |               |
|     | 15 lipca   | Dzień przerwy                    | Dzień przerwy | Dzień przerwy         | Dzień przerwy | Dzień przerwy | Dzień przerwy |
| 15  | 16 lipca   | Sète – Tuluza                    | 230,0 km      | Rolf Wolfshohl        |               |               |               |
| 16  | 17 lipca   | Tuluza – Luchon                  | 188,0 km      | Fernando Manzaneque   |               |               |               |
| 17  | 18 lipca   | Luchon – Pau                     | 250,0 km      | Raymond Mastrotto     |               |               |               |
| 18  | 19 lipca   | Pau – Bordeaux                   | 206,5 km      | Marino Basso          |               |               |               |
| 19  | 20 lipca   | Bordeaux – Limoges               | 217,0 km      | Jean Stablinski       |               |               |               |
| 20  | 21 lipca   | Limoges – Puy de Dôme            | 222,0 km      | Felice Gimondi        |               |               |               |
| 21  | 22 lipca   | Clermont-Ferrand – Fontainebleau | 359,0 km      | Paul Lemeteyer        |               |               |               |
| 22A | 23 lipca   | Fontainebleau - Wersal           | 104,0 km      | René Binggeli         |               |               |               |
| 22B | 23 lipca   | Wersal - Paryż                   | ITT 46,6 km   | Raymond Poulidor      |               |               |               |

## Liderzy klasyfikacji po etapach
| Etap                 | Zwycięzca             | Klasyfikacja generalna | Klasyfikacja punktowa | Klasyfikacja górska | Klasyfikacja drużynowa |
| -------------------- | --------------------- | ---------------------- | --------------------- | ------------------- | ---------------------- |
| 1a                   | José Maria Errandonea | José Maria Errandonea  | José Maria Errandonea | brak                | Hiszpania              |
| 1b                   | Walter Godefroot      | José Maria Errandonea  | Walter Godefroot      | Jean-Claude Lebaube | Hiszpania              |
| 2                    | Willy Van Neste       | Willy Van Neste        | Willy Van Neste       | Jean-Claude Lebaube | Bleuets de France      |
| 3                    | Marino Basso          | Giancarlo Polidori     | Marino Basso          | Michel Jacquemin    | Hiszpania              |
| 4                    | Guido Reybrouck       | Joseph Spruyt          | Gerben Karstens       | Michel Jacquemin    | Francja                |
| 5a                   | Roger Pingeon         | Roger Pingeon          | Raymond Riotte        | Michel Jacquemin    | Francja                |
| 5b                   | Belgia                | Roger Pingeon          | Raymond Riotte        | Michel Jacquemin    | Francja                |
| 6                    | Herman Van Springel   | Roger Pingeon          | Gerben Karstens       | Michel Jacquemin    | Francja                |
| 7                    | Michael Wright        | Raymond Riotte         | Raymond Riotte        | Michel Jacquemin    | Francja                |
| 8                    | Lucien Aimar          | Roger Pingeon          | Raymond Riotte        | Guerrino Tosello    | Primavera Italia       |
| 9                    | Guido Reybrouck       | Roger Pingeon          | Guido Reybrouck       | Guerrino Tosello    | Primavera Italia       |
| 10                   | Felice Gimondi        | Roger Pingeon          | Guido Reybrouck       | Julio Jiménez       | Francja                |
| 11                   | José Samyn            | Roger Pingeon          | Guido Reybrouck       | Julio Jiménez       | Francja                |
| 12                   | Raymond Riotte        | Roger Pingeon          | Guido Reybrouck       | Julio Jiménez       | Francja                |
| 13                   | Jan Janssen           | Roger Pingeon          | Guido Reybrouck       | Julio Jiménez       | Francja                |
| 14                   | Barry Hoban           | Roger Pingeon          | Guido Reybrouck       | Julio Jiménez       | Francja                |
| 15                   | Rolf Wolfshohl        | Roger Pingeon          | Guido Reybrouck       | Julio Jiménez       | Francja                |
| 16                   | Fernando Manzaneque   | Roger Pingeon          | Jan Janssen           | Julio Jiménez       | Francja                |
| 17                   | Raymond Mastrotto     | Roger Pingeon          | Jan Janssen           | Julio Jiménez       | Francja                |
| 18                   | Marino Basso          | Roger Pingeon          | Jan Janssen           | Julio Jiménez       | Francja                |
| 19                   | Jean Stablinski       | Roger Pingeon          | Jan Janssen           | Julio Jiménez       | Francja                |
| 20                   | Felice Gimondi        | Roger Pingeon          | Jan Janssen           | Julio Jiménez       | Francja                |
| 21                   | Paul Lemeteyer        | Roger Pingeon          | Jan Janssen           | Julio Jiménez       | Francja                |
| 22a                  | René Binggeli         | Roger Pingeon          | Jan Janssen           | Julio Jiménez       | Francja                |
| 22b                  | Raymond Poulidor      | Roger Pingeon          | Jan Janssen           | Julio Jiménez       | Francja                |
| Klasyfikacja końcowa | Klasyfikacja końcowa  | Roger Pingeon          | Jan Janssen           | Julio Jiménez       | Francja                |

## Klasyfikacje końcowe

### Klasyfikacja generalna
| Pozycja | Zawodnik            | Drużyna   | Czas          |
| ------- | ------------------- | --------- | ------------- |
| 1.      | Roger Pingeon       | Francja   | 136 h 53' 50" |
| 2.      | Julio Jiménez       | Hiszpania | +3' 40"       |
| 3.      | Franco Balmamion    | Włochy    | +7' 23"       |
| 4.      | Désiré Letort       | Francja   | +8' 18"       |
| 5.      | Jan Janssen         | Holandia  | +9' 47"       |
| 6.      | Lucien Aimar        | Francja   | +9' 47"       |
| 7.      | Felice Gimondi      | Włochy    | +10' 14"      |
| 8.      | Jos Huysmans        | Belgia    | +16' 45"      |
| 9.      | Raymond Poulidor    | Francja   | +18' 18"      |
| 10.     | Fernando Manzaneque | Esperanza | +19' 22"      |

### Klasyfikacja punktowa
| Pozycja | Zawodnik             | Drużyna        | Punkty |
| ------- | -------------------- | -------------- | ------ |
| 1.      | Jan Janssen          | Holandia       | 154    |
| 2.      | Guido Reybrouck      | Diables Rouges | 119    |
| 3.      | Georges Vandenberghe | Belgia         | 111    |
| 4.      | Marino Basso         | Primavera      | 99     |
| 5.      | Gerben Karstens      | Holandia       | 98     |

### Klasyfikacja górska
| Pozycja | Zawodnik         | Drużyna   | Punkty |
| ------- | ---------------- | --------- | ------ |
| 1.      | Julio Jiménez    | Hiszpania | 122    |
| 2.      | Franco Balmanion | Primavera | 68     |
| 3.      | Raymond Poulidor | Francja   | 53     |
| 4.      | Felice Gimondi   | Włochy    | 45     |
| 5.      | Roger Pingeon    | Francja   | 44     |

### Klasyfikacja drużynowa
| Pozycja | Drużyna           | Czas          |
| ------- | ----------------- | ------------- |
| 1.      | Francja           | 412 h 16' 54" |
| 2.      | Holandia          | +38' 05"      |
| 3.      | Primavera Italia  | +43' 49"      |
| 4.      | Belgia            | +54' 15"      |
| 5.      | Bleuets de France | +55' 26"      |